# Ammonastes pelzelni
El hormiguero ventrigrís (Ammonastes pelzelni), también denominado hormiguero carimoteado (en Colombia) u hormiguero vientre gris (en Venezuela), es una especie de ave paseriforme de la familia Thamnophilidae, la única perteneciente al género monotípico Ammonastes. Anteriormente formaba parte del amplio género Myrmeciza, de donde fue separada recientemente, en 2013. Es nativo del norte de la cuenca amazónica en Sudamérica.

## Distribución y hábitat
Se distribuye de forma disjunta en el este de Colombia (centro de Caquetá, este de Vaupés, sureste de Guainía), sur de Venezuela (suroeste de Amazonas) y extremo noroeste de Brasil (región del alto río Negro).
Esta especie es rara en su hábitat natural, el suelo o cerca, de selvas húmedas, principalmente en áreas con suelo arenoso, hasta los 350 m de altitud.

## Sistemática

### Descripción original
La especie A. pelzelni fue descrita por primera vez por el zoólogo británico Philip Lutley Sclater en 1890 bajo el nombre científico Myrmeciza pelzelni; localidad tipo «Marabitanas, Río Negro, Brasil.»
El género Ammonastes fue descrito por los ornitólogos Morton L. Isler, Gustavo A. Bravo y Robb T. Brumfield en 2013.

### Etimología
El nombre genérico «Ammonastes» deriva del griego «ammos»: arena, y «nastēs»: habitante; significando «habitante de la arena»;  y el nombre de la especie «pelzelni», conmemora al ornitólogo austríaco August von Pelzeln (1825-1891).

### Taxonomía
Hasta recientemente (2013), la presente especie estaba incluida en el amplio género Myrmeciza. La historia de este género se caracteriza por décadas de controversias e incertezas. Autores más recientes expresaron dudas consistentes en relación con la monofilia del grupo, pero no había ninguna revisión disponible que realmente probase la monofilia del grupo.
El estudio de Isler et al. 2013 presentó resultados de filogenia molecular de un denso conjunto de taxones de la familia Thamnophilidae (218 de 224 especies). Estos datos suministraron un fuerte soporte a la tesis de que Myrmeciza no era monofilético y que sus miembros están distribuidos en tres de las cinco tribus de la subfamilia Thamnophilinae propuestas por Moyle et al. 2009. También se compararon las características morfológicas, comportamentales y ecológicas de las especies de Myrmeciza con sus parientes próximos dentro de cada tribu, con el objetivo de determinar los límites genéricos.
Como resultado de estos análisis, los autores propusieron que las especies entonces situadas en Myrmeciza fueran reasignadas al propio género y a otros once, cinco de los cuales fueron resucitados: Akletos, Myrmelastes, Myrmoderus, Myrmophylax y Sipia, y seis de los cuales fueron descritos por primera vez: Ammonastes, Ampelornis, Aprositornis, Hafferia, Poliocrania, y Sciaphylax.
En relación con la entonces Myrmeciza pelzelni, los datos suministraron un fuerte soporte a la existencia de un clado, que denominaron «clado Myrmorchilus», dentro de una tribu Microrhopiini (una de las cinco tribus de la subfamilia Thamnophilinae propuestas por Moyle et al 2009), integrado por Myrmorchilus y tres especies separadas del amplio Myrmeciza: M. atrothorax, M. disjuncta y la presente. Por sus características exclusivas, los autores sugirieron un género propio para cada una de las tres especies. Como no había un nombre disponible, para la presente especie fue descrito el género Ammonastes. En la Propuesta N° 628 al Comité de Clasificación de Sudamérica (SACC), se aprobó este cambio, junto a todos los otros envolviendo el género Myrmeciza.
Los cambios fueron adoptados por la clasificación Clements checklist v.2017, y por el Congreso Ornitológico Internacional (IOC 2018, versión 8.1).
La especie es monotípica.